# 747超級滅火機

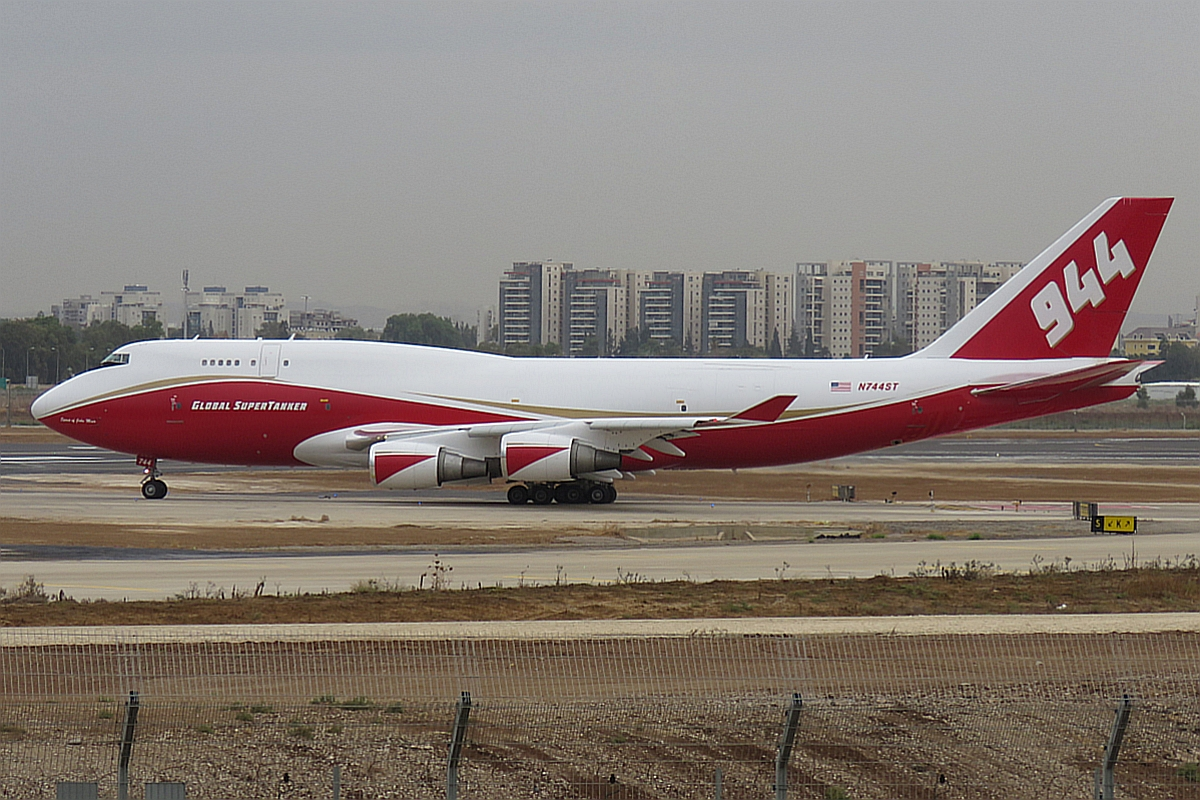
採用新塗裝的第三代超級滅火機，暱稱「約翰·繆爾精神號」的944號。2016年11月時在完成了在以色列的救火行動後，於
台拉維夫本-古里安國際機場離場時拍攝。

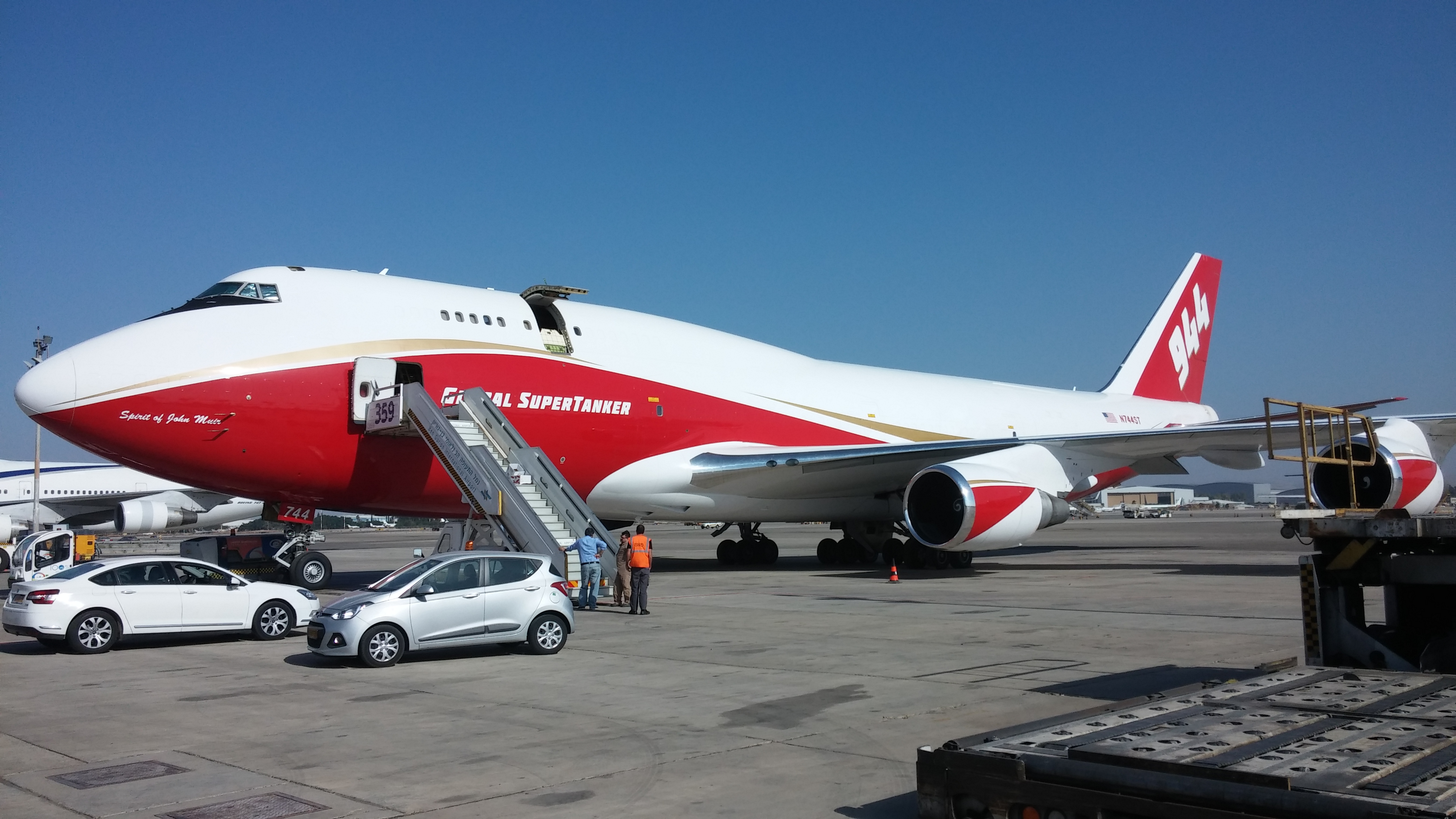
停泊在本-古里安國際機場停機坪上的超級滅火機944號。攝於2016年11月間。

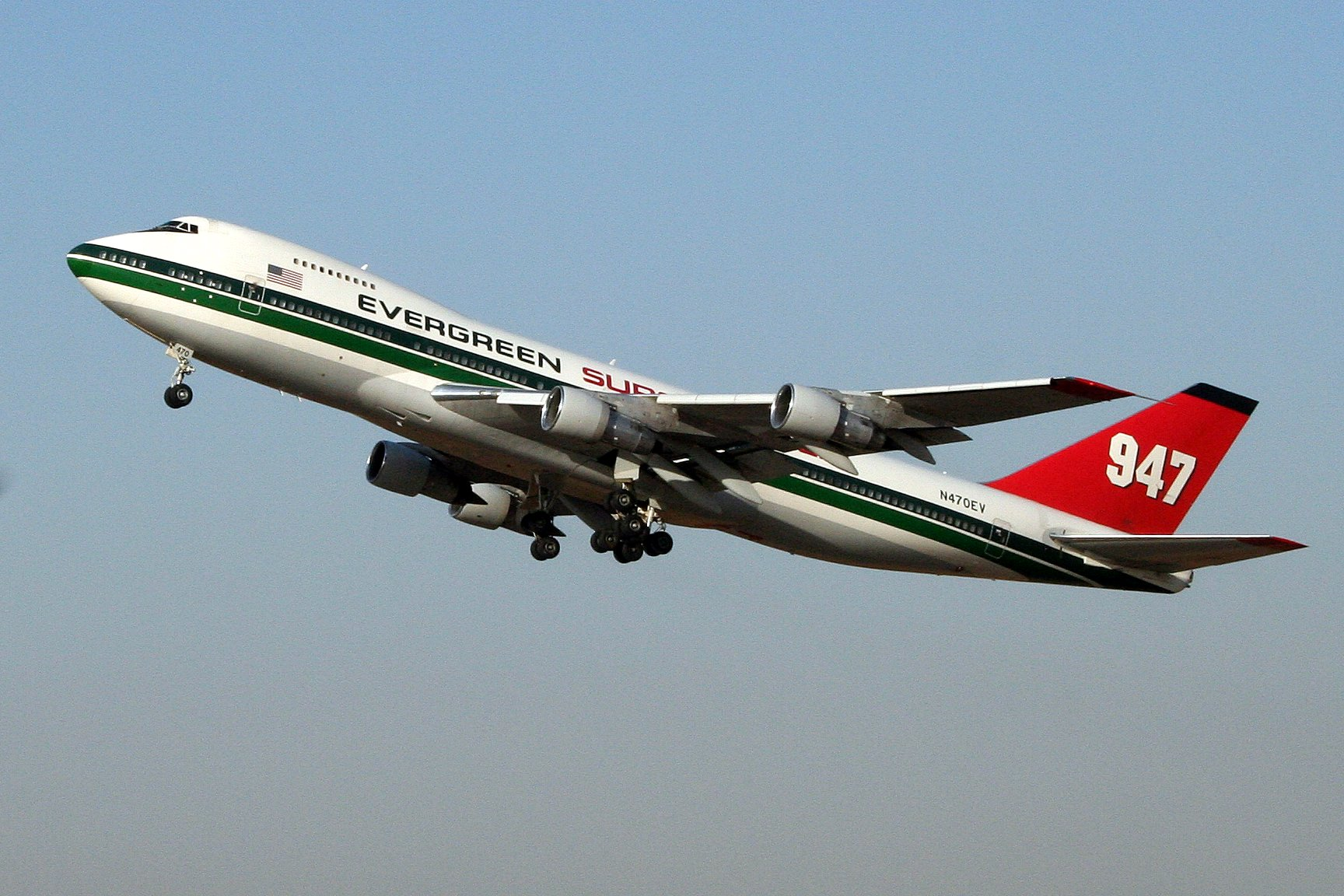
第一代的超級滅火機——機身編號N470EV的「超級滅火機947號」正自本-古里安國際機場起飛。攝於2007年11月。

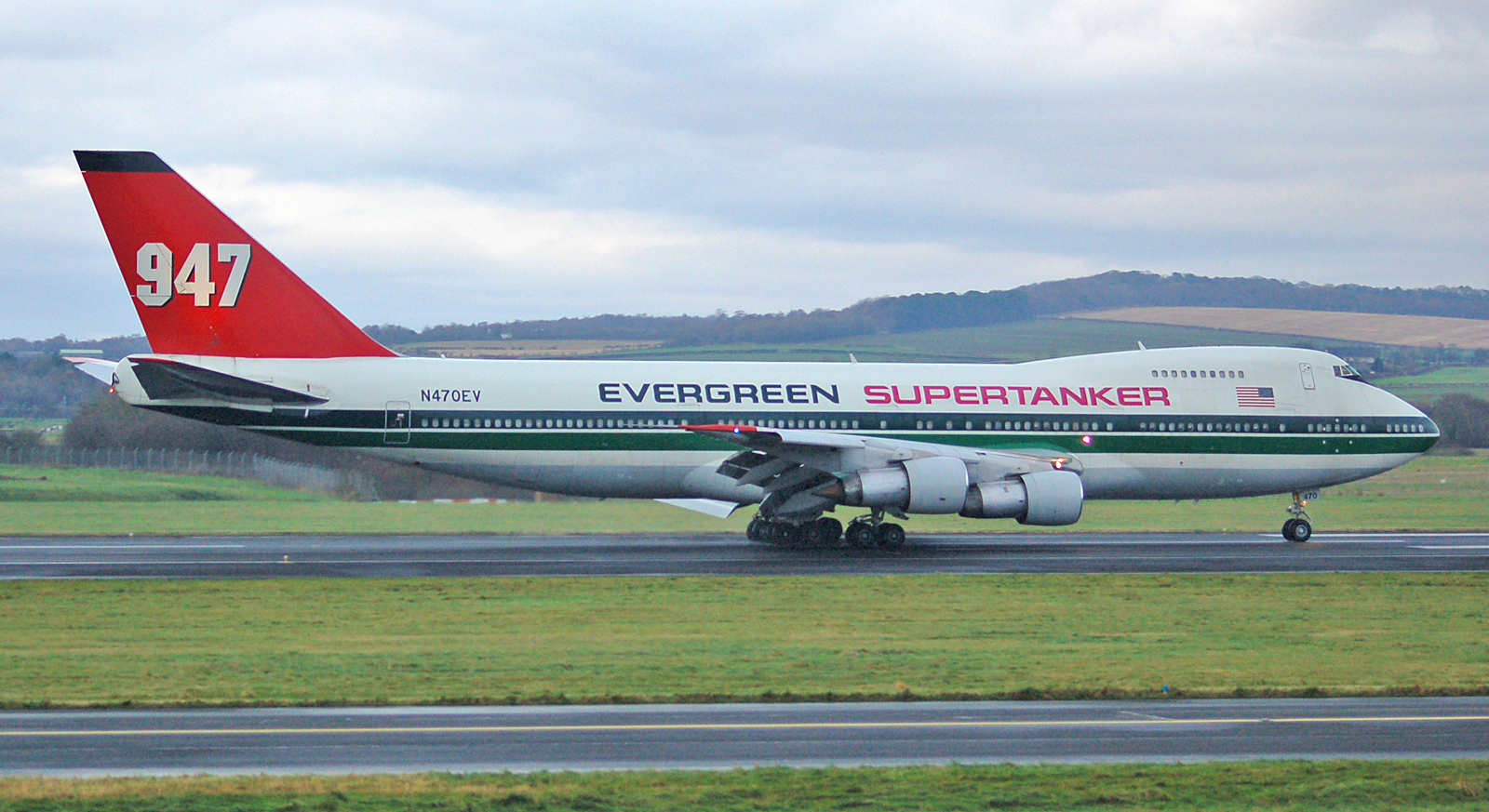
超級滅火機947號，2007年11月時攝於蘇格蘭格拉斯哥普雷斯蒂克國際機場。

長青航空747超級滅火機（Evergreen 747 Supertanker）是一種以波音747寬體貨機改造而成的超大型滅火機，由美國長青國際航空（Evergreen International Aviation）改裝並運營。長青國際曾經將兩架不同的波音747改裝成超級滅火機，其中第一架改裝的是一架1971年出廠、原本由達美航空運營的波音747-273C貨機，於2009年啟用。747超級滅火機擁有高達20,000美制加侖（約76,000公升）的消防水或阻燃劑容量，是世界上裝載量最大的滅火機。除了容量外，能夠高空投擲、夜間出勤且進行越洋飛行的747超級滅火機，無論是在值勤時的安全性還是機動性上，都遠勝過傳統的滅火機。

## 歷史
超級滅火機的開發緣起，最早可以回溯到2002年時的森林大火季節，在那一年中美國發生了兩起嚴重的滅火機意外，兩架分別以C-130A「力士」（Hercules）運輸機與PB4Y-2「私掠者」（Privateer）轟炸機改裝而成的滅火機，在執行任務時墜毀。針對這問題美國內政部提出正式的資訊需求書（RFI），徵求能取代這些以老舊退役軍用機改裝而成的滅火機之現代化方案。針對這點，長青航空著手開始超級滅火機的開發，計畫以旗下的大型噴射貨機改裝成新式的救火利器。
透過波音總公司的協助，在投入了5億美元的開發費用與超過20,000小時的開發人力後，第一架完成改裝、原本是一架1971年出廠、機身編號N470EV波音747-273C貨機的「超級滅火機947號」（Supertanker 947），在2004年2月19日進行首航，但是聯邦航空總署（FAA）一直到2008年11月時才正式核發在機上加裝或移除機內水箱與相關加強結構、輔助設備的衍生機種認證，可正式投入滅火任務。747超級滅火機是在2009年7月22日首次投入實戰，於西班牙昆卡（Cuenca）地區的森林大火中作了一次示範投擲，但因當時投下的只是一般的水而非阻燃劑，因此成效有限。同年8月31日，應洛杉磯郡當局發出的求救747超級滅火機第一次在美國本土出勤，參與了橡谷大火的滅火工作，在當日的上午與晚上各投擲了多達20,000加侖的阻燃劑，投擲範圍每次可拉長到3英里遠。

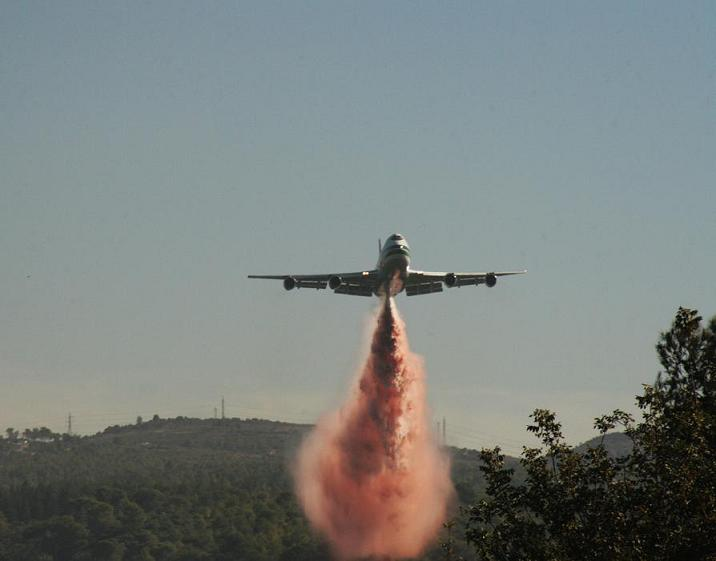
2010年12月，超級滅火機979號在卡梅爾山區森林大火中噴灑阻燃劑。

2010年12月5日，747超級滅火機首度在中東地區出勤，參與了以色列卡梅爾山區（Mount Carmel）森林大火的救災工作。而在2011年6月9日的美國亞利桑納州熊坑大火（Wallow Fire）的現場，也可以見到747超級滅火機的身影。
第一架被改為超級滅火機的N470EV在2011年時改回原本的貨機用途，其任務被二號機、命名為「超級滅火機979號」、機身編號N479EV的747-132貨機取代。長青國際航空原訂改裝四架747貨機成為超級滅火機，但該公司已於2013年底時宣告破產解散，因此改裝的計畫從未全部完成，僅成功改裝過其中的兩架。
長青國際航空原本是以長期租賃的方式，向專門經營飛機出租的阿特納資本伙伴公司（Alterna Capital Partners, LLC）租用這些747貨機，在該公司宣告破產之後，阿特納資本取回了他們所擁有的飛機與機上的高壓灑水系統，並在2015年時成立一家專門經營滅火機業務的全資子公司「全球超級滅火機服務公司」（Global SuperTanker Services, LLC）接手相關業務。這家以科羅拉多泉機場為基地的新公司網羅了原本長青國際航空滅火機部門大部分的工作人員，他們將原本使用在747-100貨機上的高壓灑水系統移植到性能更優秀的波音747-400貨機上，以提升其滅火能力。
最新一代的超級滅火機是一架阿特納資本在2015年8月時完成收購手續的747-446BCF貨機，這架1991年時出廠的貨機原本是在日本航空服役（當時的機身編號為JA8086），2016年初全球超級滅火機服務完成其改裝工程並將其命名為「超級滅火機944號」（Supertanker 944），機身編號N744ST，暱稱「約翰·繆爾精神號」（Spirit of John Muir），完成改裝的新滅火機在2016年5月間飛抵新基地科羅拉多泉，並進行首次噴灑展示。2021年，這架滅火機退役並轉售美國國家航空，改為註冊編號N936CA的普通貨機。

## 設計與運作
超級滅火機原則上是一架在機腹內裝載了特殊水箱與加壓系統的747貨機，可以根據需要攜帶多達20,000加侖的水或阻燃劑。裝在機腹中多個儲存槽內的液體在經過加壓後，由747機腹後段處加裝的四個噴嘴投擲而出。有別於大部分既有的滅火機，大都是倚靠重力將機艙內的消防液體自機腹的貨門或炸彈投擲艙門拋出，由於加壓系統的存在，747超級滅火機可配合火場的狀況選擇以高壓水柱的型態投擲液體，或降低液體的初速讓其像是下雨一般緩落在火場內。除此之外，加壓噴嘴系統的另一個好處是不用一次就將全部的消防液體用盡，而是可以依據火場規模與特性分段投擲，或是在投下部分容量的液體後暫停運作，待滅火機在場外繞一圈後返回同一個地點重複拋擲集中滅火效力。配合超過3小時的滯空能力，擁有高度的任務彈性。
這套加壓系統大幅提昇了滅火機執行任務時的安全性。雖然以大型廣體客機改裝而成的超級滅火機無法像以運輸機或轟炸機改裝的傳統中小型滅火機一樣，靈活地迂迴飛行在山谷或森林等崎嶇的地形上，但是加壓投擲的能力讓它可以用更高的高度進場，並且保持較高的空速（在噴灑消防水時747超級滅火機需保持140節的空速，較747的失速空速仍高出約30%的安全餘裕，至於投擲阻燃劑時的空速，則大致與降落中的速度相當）。一般而言大多數使用螺旋槳動力的傳統滅火機都是以60公尺左右的高度進場滅火，但747超級滅火機則可在120至240公尺的範圍間進行滅火任務，遠離著火的樹木與山頭也意味著大幅降低救災時發生意外的可能。
747超級滅火機另一個提升安全性的關鍵，在於其改裝基礎的波音747原本就是一款配備有現代航電設備的現役民航機，再加上機上空間充足因此可以加裝複雜的衛星導航與前視紅外線（FLIR）設備。由於擁有遠距定位與夜視能力，再配合較高的任務飛行高度，讓747超級滅火機能夠在夜間安全的執行任務，也間接地提升了其運用彈性與救災效率。另外，根據FAA的規定允許747超級滅火機在必要的3名飛行組員之外，另外搭載五名人員上天，因此可以直接充作火場的空中指揮中心，在救火的同時提供空中管制、觀測與製圖的功能，並透過機上的通訊設備聯繫協調地面救災單位的運作。
由於波音747原本就是越洋飛行專用、具有加壓艙的大型飛機，747滅火機擁有傳統滅火機沒有的高巡航速度（約970公里/小時，約0.86馬赫），可在極短的時間內飛抵世界任何一個角落。此型的飛機需要長度超過2,400公尺的跑道才能順利起降，但配合其達8,000公里遠的航程，除了全美國都在其服務範圍之外，世界上大部分的角落也都涵蓋在747超級滅火機的有效救火半徑內。

## 其他競爭對手

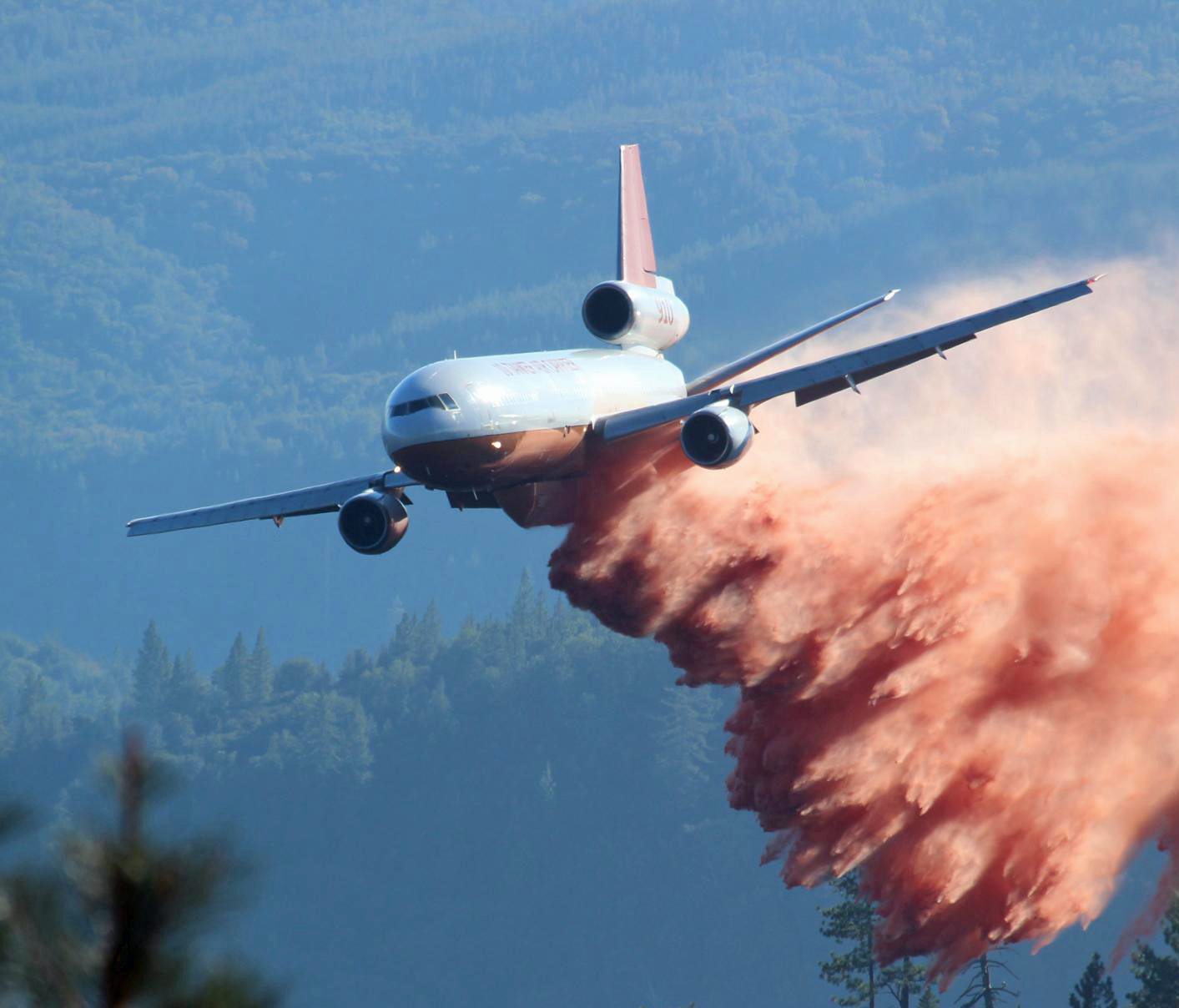
由DC-10改裝成的滅火機910號（Tanker 910）在2013年8月的北加州「環火大火」（Rim Fire）中救災的情況。

雖然747超級滅火機是世界上最大的同類用途飛機，也是第一架採加壓投擲滅火液體設計的滅火機，但在其亮相之前早已存在幾款以大型廣體噴射機改裝而成的滅火機：
- 伊留申IL-76P：IL-76P是一種安裝了VAP-2型快速裝卸水箱系統的民用版IL-76，能自機尾的貨門處投擲約49,000公升的消防水，是747超級滅火機登場之前容量最大的滅火機。
- DC-10空中滅火機（DC-10 Air Tanker）：由美國的飛行設備業者10 Tanker Air Carrier在2006年時推出的大型滅火機，是以麥道DC-10客機為基礎在機腹加裝大型外掛水箱而成，能投擲45,000公升的水或阻燃劑。

## 外部連結
- 超級滅火機服務公司官方網站（页面存档备份，存于）（英文）